# タナメラ
タナメラ (Tanahmerah) は、ニューギニア島西部、イリアンジャヤ内陸部のジグル川上流に位置する町。インドネシアがオランダの植民地であった時代、流刑地として使用された。